# Neotorularia rossica
Neotorularia rossica là một loài thực vật có hoa trong họ Cải. Loài này được (O.E.Schulz) Hedge & J.Léonard mô tả khoa học đầu tiên năm 1986.